# Rhaphidophora crassicaulis
Rhaphidophora crassicaulis är en kallaväxtart som beskrevs av Adolf Engler och Kurt Krause. Rhaphidophora crassicaulis ingår i släktet Rhaphidophora och familjen kallaväxter. Inga underarter finns listade.